# Matthew Spain Airport
Matthew Spain Airport (engelska: Central Farm Airstrip, San Ignacio Airport) är en flygplats i Belize. Den ligger i distriktet Cayo, i den centrala delen av landet, 27 km väster om huvudstaden Belmopan. Matthew Spain Airport ligger 58 meter över havet.
Terrängen runt Matthew Spain Airport är huvudsakligen platt, men åt sydost är den kuperad. Matthew Spain Airport ligger nere i en dal. Närmaste större samhälle är San Ignacio, 8,3 km väster om Matthew Spain Airport.
I omgivningarna runt Matthew Spain Airport växer i huvudsak städsegrön lövskog. Runt Matthew Spain Airport är det glesbefolkat, med 10 invånare per kvadratkilometer.